# Katalánský atlas

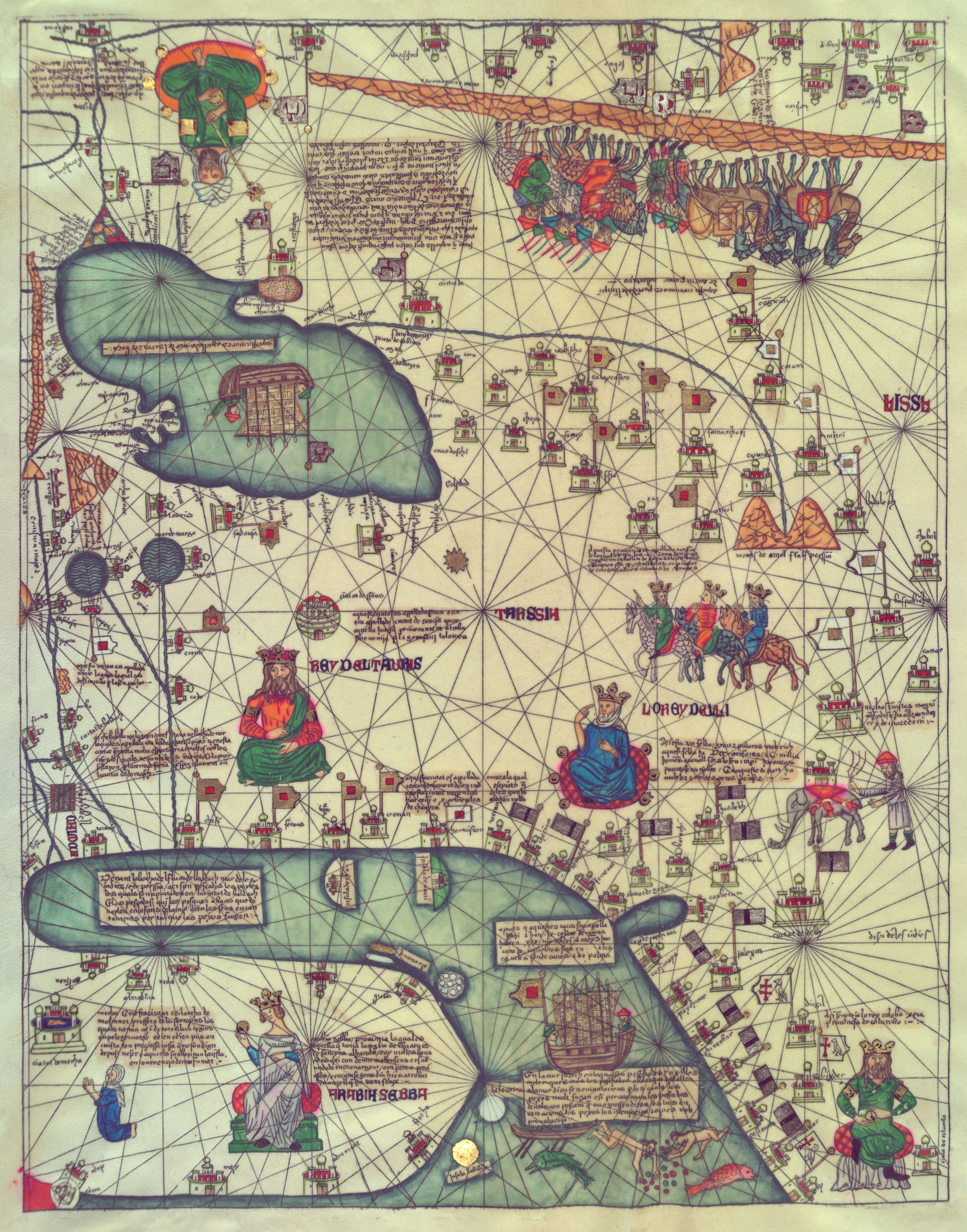
Katalánský atlas zobrazující oblast Blízkého východu

Katalánský atlas (katalánsky Atles Català) z roku 1375 je nejvýznamnější katalánská mapa 14. století, která je zároveň nejvýznamnější ukázkou portolánové mapy. Byla vyhotovena mallorskou kartografickou školou pro prince Jana I. Aragonského, který jej dal darem pozdějšímu francouzskému králi Karlu VI. Autorství je připisováno katalánskému židovskému kartografovi Abrahamu Cresquesovi. Katalánský atlas se původně skládal z šesti pergamenových listů ohnutých uprostřed a byl vyhotoven za pomoci různých barev, včetně zlaté a stříbrné. Listy byly později rozříznuty na polovinu a nalepeny na dvanáct dřevěných desek o velikosti 65×50 cm. Jedná se o portolánový typ mapy, tj. mapy, které nemají nákres souřadnicové sítě a které obsahují kompasové růžice. Atlas znázorňuje dobovou představu Země od Španělska a Afriky až k čínskému pobřeží. Je uložen ve sbírkách francouzského Louvru.

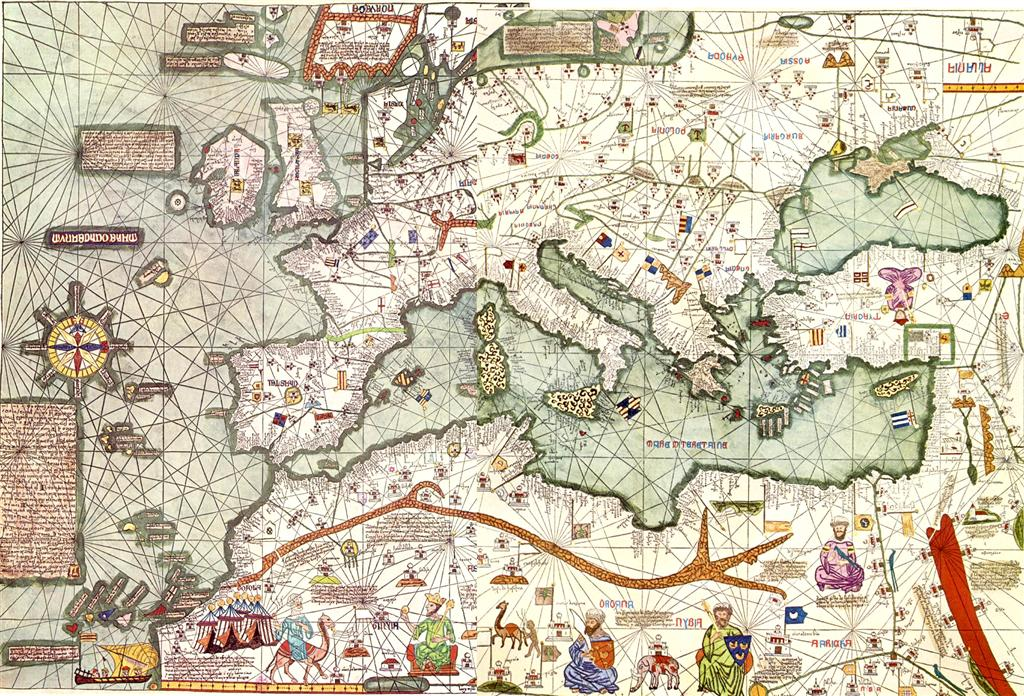
Katalánský atlas s Evropou a severní Afrikou

První dva listy, obsahující text přeložený do katalánštiny, se týkají kosmografie, astronomie a astrologie. Texty doprovází ilustrace a oboje zároveň zdůrazňují sférický (kulový) tvar a stav dosud známého světa. Vlastní mapu tvoří čtyři zbývající listy a je rozdělena do dvou částí. Mapa zobrazuje ilustrace mnoha měst, jejichž politická příslušnost je symbolicky vyznačena vlajkou. Křesťanská města označuje kříž, zatímco ostatní kupole. Ke znázornění oceánů jsou použity zvlněné modré svislé čáry. Místopisná jména významných přístavů jsou červeně, zatímco zbylá jsou vyznačena černě.
Na rozdíl od mnohých jiných námořních map je katalánský atlas jiho-severního směru. V důsledku toho jsou mapy orientované zleva doprava, tj. od dálného východu k Atlantiku.
První dva listy obsahují četné náboženské odkazy, stejně jako syntézu středověké mappae mundi (tj. mapy světa s Jeruzalémem uprostřed) a dobovou cestovní literaturu, a to zejména Marco Polovu Knihu o zázracích světa a Cesty a plavby od sira Johna Mandevilla. V atlasu je možné rozpoznat mnoho indických a čínských měst.